# テーピング

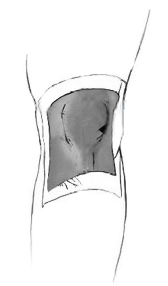
膝部位のテーピング

テーピング（taping）とは、スポーツ選手が負傷を予防、もしくは負傷した部位の悪化を防止するために、関節、筋肉などにテープを巻いて固定することをいう。捻挫や骨折などの際に、救急措置として施されることもある。

## 注意点
曲がるべき方向にはたわみ、曲げると危険な方向には曲がらないように、関節や筋肉、靱帯などの構造を考慮した上で、テープによる固定措置をしなければ効果は得られない。

## 種類

### テープの仕様による分類

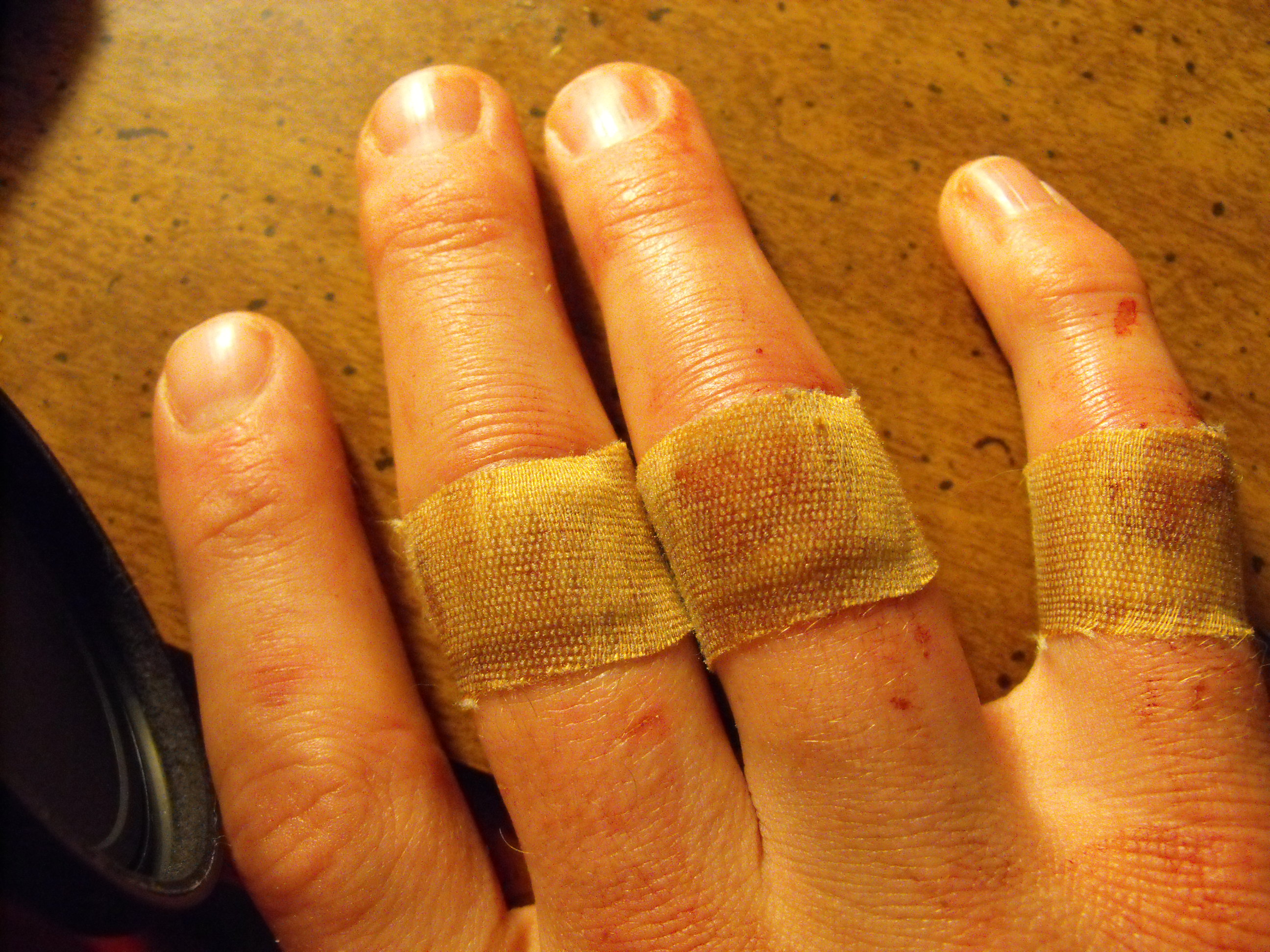
指関節のバンデージ

固定テープ（W）
ここに挙げた基本的な6種類のテープのうちで唯一の非伸縮テープである。運動持久力を助け、関節を固定・圧迫し、捻挫を防止する。コーチ、アスレチック、ホワイトテープなどの種類がある。白色の素材を使っているためWテープともいう。
伸縮テープ（E）
厚地の素材で強度に優れている。テープの中心にラインのついているものは正確にテーピングを行いやすい。怪我の予防、関節部位の固定・圧迫を目的とする。エラスチコン、シャーライトプロ、ゾナスなどの種類がある。エラスティックタイプテープともいう。
ソフト伸縮テープ（SE）
柔らかい素材でできている。応急処置や関節部位の軽度の固定・圧迫の仕上げとして、また単独でも使われる。ティアライト、キンドマックスSEなどの種類がある。
アンダーラップ（U）
粘着力がないため、粘着剤が直接皮膚に触れることがない。自着テープを当てに用いることが多い。
自着テープ（F）
面ファスナーのようにテープ自体が貼り合わされる素材構造をもち、繰り返して使用できる。皮膚に直接貼りつかず、外す際の不快感・痛みがない。着衣の上からも巻くことができる。幅2.5cmのものは指用で、幅5.0cm、7.5cmのものは全身の各部位、アイシングの固定を目的とする。
キネシオテープ（K）
アクリル系粘着剤を用いた伸縮性のあるテープ。筋肉と同程度に伸びるとされている。

### テーピングの方法による分類
アンカー
固定・圧迫しようとしている関節や筋肉を挟み、その上下や左右に巻く。
スプリットテープ
伸縮テープを縦半分に裂き、固定・圧迫すべきでない箇所を避けて巻く。コンプレッション・テープともいう。
チェックレイン
捻挫した手指と隣の指の間を少し開け、テープを輪にしてつなぎ、間の遊び部分に別のテープを巻いてロックする。
テープチューブ

Xサポート
関節や強く圧迫したい部分を中心に、X字形に巻く。

#### 足関節の例

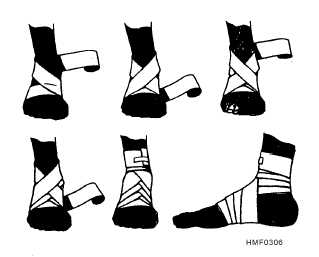
踵部位のフィギュアエイト

スターアップ
脛から足の裏を回し反対側の脛まで、あぶみ状に巻く。
ホースシュー
足の側面から踵を回し反対の側面へと、馬蹄形に巻く。
バスケットウィーブ

サーキュラー

スパイラル
膝や足首に、らせん状に巻く。
フィギュアエイト

関節や足の裏の中央を中心に、8の字を描くように連続的に巻く。
ヒールロック
踵を巻いて固定し、足首の捩れを防ぐ。

## メーカー
- ニトリート‐ 自社テープ：U/K/W/SE/E（ノーライン）
- ムトーエンタープライズ - 自社テープ：Finoa（フィノア）
- アクタ - 自社テープ：ニューハレ伸縮（スパンデックス）
- アシックス - 自社テープ：K
- キンドマックス - 自社テープ：W/E/SE/U/K/F/LAP
- ジョンソン・エンド・ジョンソン - 自社テープ：W/U
- 田倉繃帯 - 自社テープ：E（ノーライン）
- ニチバン - 自社テープ：W/U/K/E（ノーライン）
- 日本衛材 - 自社テープ：F/E（ノーライン）
- ミューラースポーツメディスン社 - 自社テープ：W
- ドーム - 自社テープ：W/E/SE/U/K/F